# Cyprien Eugène Boulet
Cyprien Eugène Boulet (Tolosa, 21 de dezembro de 1877 — Toulon, 2 de abril de 1927), foi um pintor francês dos séculos XIX e XX.

## Biografia
Foi aluno de Jean-Paul Laurens, Fernand Cormon e Louis-Joseph-Raphaël Collin. Em 1900, realizou uma exposição no Salão dos Artistas Franceses e foi galardoado com a Medalha de Ouro em 1914. Tornou-se membro do júri. Foi condecorado com o grau de Cavaleiro da Ordem Nacional da Legião de Honra em 1926, e trabalhou na França, Argentina, nos Estados Unidos e no México.
As suas obras foram expostas no Museu dos Agostinhos, Museu de Belas Artes de Nice, Petit Palais em Paris, Museu La Piscine em Roubaix, Museu do Serviço de Saúde do Exército em Paris, e na Pinacoteca do Estado de São Paulo, na cidade brasileira de São Paulo.

## Galeria

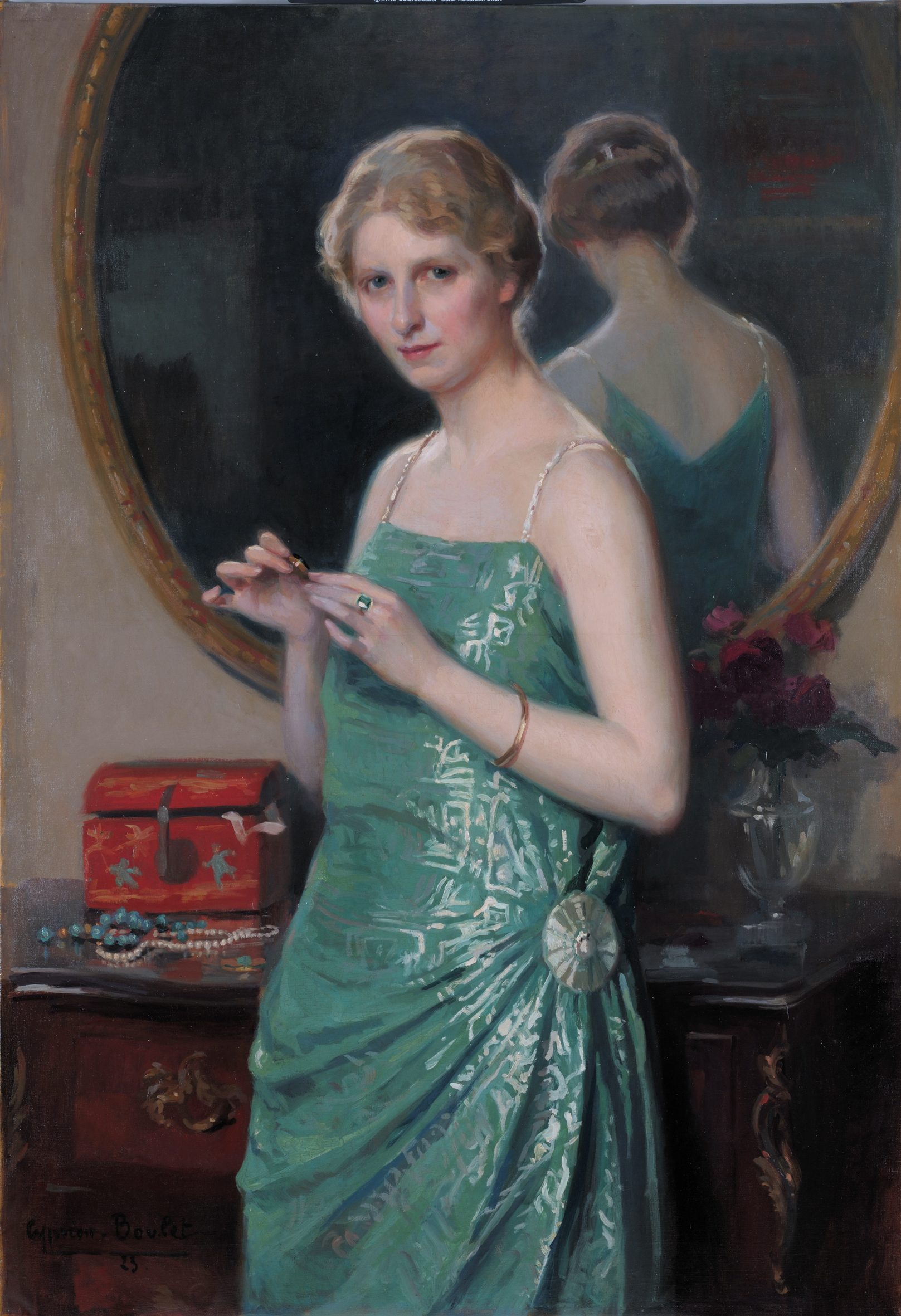
Senhora Jean Trentesaux (1923)
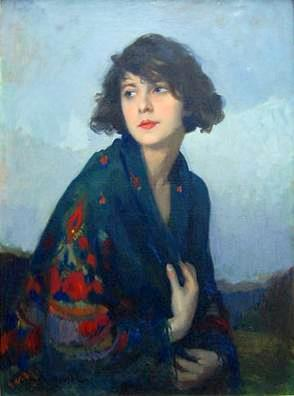
Mulher do Xaile/Xale Verde (antes de 1927)
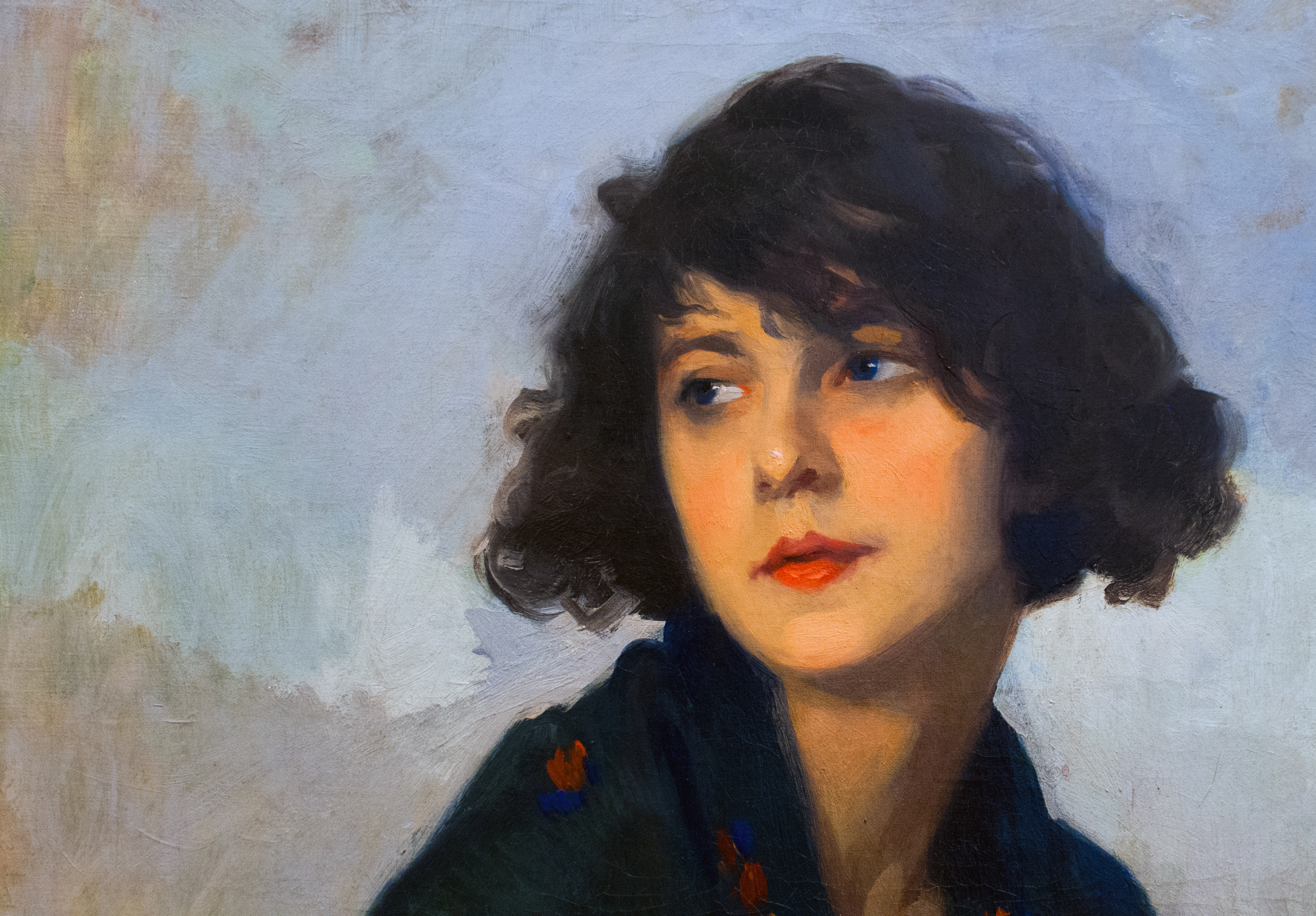
Detalhe da Mulher do Xaile Verde (antes de 1927)
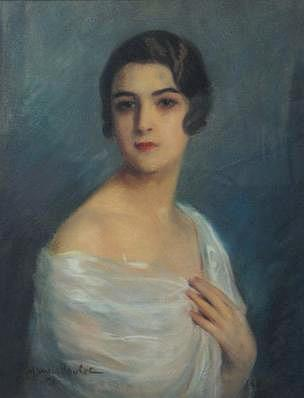
Retrato de Vera Alves de Lima (data desconhecida)
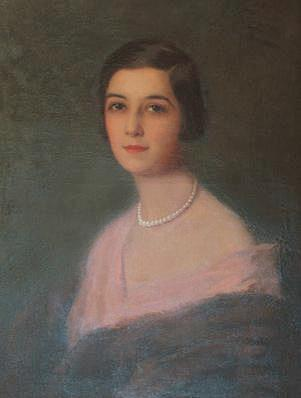
Retrato de Vera Alves de Lima (data desconhecida)